# 劉洪禧
劉洪禧（?—?）籍贯不详，中华民国初年官员。

## 生平
1914年，袁世凯发布大总统令，称“交通總長梁敦彥呈請任命劉洪禧、陳慶龢、徐禎祥、陳瀛爲秘書，應照准此令。”1915年，袁世凯发布大总统令，将劉洪禧等農商部、交通部秘書均授爲中大夫。后来，某年发布的大总统令称“交通部呈本部秘書劉洪禧等懇請辭職，劉洪禧、陳慶龢、徐禎祥、陳瀛准免本職，此令。”
1917年张勋复辟时期，劉洪禧被任命为外務部右参议。